# Championnat d'Angleterre de football de quatrième division 2004-2005
 (novembre 2018).
Si vous disposez d'ouvrages ou d'articles de référence ou si vous connaissez des sites web de qualité traitant du thème abordé ici, merci de compléter l'article en donnant les références utiles à sa vérifiabilité et en les liant à la section « Notes et références ».
Navigation
Édition précédente Édition suivante
La saison 2004-2005 de League Two est la première édition de la quatrième division anglaise depuis que la troisième division anglaise a été rebaptisée League Two, à la suite d'un accord de parrainage avec Coca-Cola.
Les vingt-quatre clubs participants au championnat sont confrontés à deux reprises aux vingt-trois autres.
À la fin de la saison, les trois premiers sont promus en League One et les quatre suivants s'affrontent en playoffs pour une place dans la division supérieure.
Les deux derniers sont relégués en National League.

## Participants et localisation
| \| Boston United Bristol Rovers Bury Cambridge United Cheltenham Town Chester City Darlington Grimsby Town Kidderminster Harriers Lincoln City Macclesfield Town Mansfield Northampton Notts County Oxford Rochdale Rushden & Diamonds Scunthorpe United Shrewsbury Town Southend United Swansea City Wycombe Wanderers Yeovil Town \| Localisation des clubs engagés dans le championnat. |
| Boston United Bristol Rovers Bury Cambridge United Cheltenham Town Chester City Darlington Grimsby Town Kidderminster Harriers Lincoln City Macclesfield Town Mansfield Northampton Notts County Oxford Rochdale Rushden & Diamonds Scunthorpe United Shrewsbury Town Southend United Swansea City Wycombe Wanderers Yeovil Town                                                           |

| \| Leyton Orient \| Clubs londoniens |
| Leyton Orient                        |

| Club                   | Stade              | Capacité | Ville           |
| ---------------------- | ------------------ | -------- | --------------- |
| Boston United          | York Street        | 6 643    | Boston          |
| Bury                   | Gigg Lane          | 12 500   | Bury            |
| Bristol Rovers         | Memorial Stadium   | 11 916   | Horfield        |
| Cambridge United       | Abbey Stadium      | 9 627    | Cambridge       |
| Cheltenham Town        | Whaddon Road       | 7 066    | Cheltenham      |
| Chester City           | Deva Stadium       | 5 376    | Chester         |
| Darlington             | Blackwell Meadows  | 3 300    | Darlington      |
| Grimsby Town           | Blundell Park      | 9 052    | Cleethorpes     |
| Kidderminster Harriers | Aggborough Stadium | 6 444    | Kidderminster   |
| Leyton Orient          | Brisbane Road      | 9 271    | Leyton          |
| Lincoln City           | Sincil Bank        | 10 120   | Lincoln         |
| Macclesfield Town      | Moss Rose          | 6 335    | Macclesfield    |
| Mansfield Town         | Field Mill         | 9 186    | Mansfield       |
| Northampton Town       | Sixfields Stadium  | 7 653    | Northampton     |
| Notts County           | Meadow Lane        | 21 388   | Nottingham      |
| Oxford United          | Kassam Stadium     | 12 500   | Oxford          |
| Rochdale               | Spotland Stadium   | 10 000   | Rochdale        |
| Rushden & Diamonds     | Nene Park          | 6 441    | Irthlingborough |
| Scunthorpe United      | Glanford Park      | 9 088    | Scunthorpe      |
| Shrewsbury Town        | New Meadow         | 10 361   | Shrewsbury      |
| Southend United        | Roots Hall         | 12 392   | Southend-on-Sea |
| Swansea City           | Liberty Stadium    | 21 088   | Swansea         |
| Wycombe Wanderers      | Adams Park         | 10 284   | High Wycombe    |
| Yeovil Town            | Huish Park         | 9 565    | Yeovil          |

## Compétition

### Règlement
Le classement est établi sur le barème de points classique (victoire à 3 points, match nul à 1, défaite à 0).
Pour départager les égalités, on tient d'abord compte de la différence de buts générale, puis du nombre de buts marqués, puis des confrontations directes et enfin si la qualification ou la relégation est en jeu, les deux équipes jouent une rencontre d'appui sur terrain neutre.

### Classement général
| Rang | Équipe                 | Pts | J  | G  | N  | P  | Bp | Bc | Diff |
| ---- | ---------------------- | --- | -- | -- | -- | -- | -- | -- | ---- |
| 1    | Yeovil Town            | 83  | 46 | 25 | 8  | 13 | 90 | 65 | +25  |
| 2    | Scunthorpe United      | 80  | 46 | 22 | 14 | 10 | 69 | 42 | +27  |
| 3    | Swansea City           | 80  | 46 | 24 | 8  | 14 | 62 | 43 | +19  |
| 4    | Southend United        | 78  | 46 | 24 | 13 | 9  | 74 | 48 | +26  |
| 5    | Macclesfield Town      | 75  | 46 | 22 | 12 | 12 | 65 | 46 | +19  |
| 6    | Lincoln City           | 72  | 46 | 20 | 12 | 14 | 64 | 47 | +17  |
| 7    | Northampton Town       | 72  | 46 | 20 | 12 | 14 | 62 | 51 | +11  |
| 8    | Darlington             | 72  | 46 | 20 | 12 | 14 | 57 | 49 | +8   |
| 9    | Rochdale               | 66  | 46 | 16 | 18 | 12 | 54 | 48 | +6   |
| 10   | Wycombe WanderersR     | 65  | 46 | 17 | 14 | 15 | 58 | 52 | +6   |
| 11   | Leyton Orient          | 63  | 46 | 16 | 15 | 15 | 65 | 67 | -2   |
| 12   | Bristol Rovers         | 60  | 46 | 13 | 21 | 12 | 60 | 57 | +3   |
| 13   | Mansfield Town         | 60  | 46 | 15 | 15 | 16 | 56 | 56 | 0    |
| 14   | Cheltenham Town        | 60  | 46 | 16 | 12 | 18 | 51 | 54 | -3   |
| 15   | Oxford United          | 59  | 46 | 16 | 11 | 19 | 50 | 63 | -13  |
| 16   | Boston United          | 58  | 46 | 14 | 16 | 16 | 62 | 58 | +4   |
| 17   | Bury R                 | 58  | 46 | 14 | 16 | 16 | 54 | 54 | 0    |
| 18   | Grimsby TownR          | 58  | 46 | 14 | 16 | 16 | 51 | 52 | -1   |
| 19   | Notts CountyR          | 52  | 46 | 13 | 13 | 20 | 46 | 62 | -16  |
| 20   | Chester City P         | 52  | 46 | 12 | 16 | 18 | 43 | 69 | -26  |
| 21   | Shrewsbury TownP       | 49  | 46 | 11 | 16 | 19 | 48 | 53 | -5   |
| 22   | Rushden & DiamondsR    | 44  | 46 | 10 | 14 | 22 | 42 | 63 | -21  |
| 23   | Kidderminster Harriers | 38  | 46 | 10 | 8  | 28 | 39 | 85 | -46  |
| 24   | Cambridge United       | 30  | 46 | 8  | 16 | 22 | 39 | 62 | -23  |

| Légende : Qualifications et relégations | Légende : Qualifications et relégations                         |
| --------------------------------------- | --------------------------------------------------------------- |
|                                         | Promu en League One                                             |
|                                         | Qualification pour les barrages d'accession en League One       |
|                                         | Relégation en Conference National                               |
|                                         | R : Relégué de Second Division P : Promu de Conference National |

### Playoffs
|  | Demi-finales | Demi-finales      | Demi-finales | Demi-finales |                 |                 | Finale | Finale | Finale | Finale |
|  |              |                   |              |              |                 |                 |        |        |        |        |
|  |              |                   |              |              |                 |                 |        |        |        |        |
|  | 7            | Northampton Town  | 0            | 0            |                 |                 |        |        |        |        |
|  | 7            | Northampton Town  | 0            | 0            |                 |                 |        |        |        |        |
|  | 4            | Southend United   | 0            | 1            |                 |                 |        |        |        |        |
|  | 4            | Southend United   | 0            | 1            | Southend United | Southend United | 2      | 2      |        |        |
|  |              |                   |              |              | Southend United | Southend United | 2      | 2      |        |        |
|  |              |                   | Lincoln City | Lincoln City | 0               | 0               |        |        |        |        |
|  | 6            | Lincoln City      | Lincoln City | Lincoln City | 0               | 0               | 1      | 1      |        |        |
|  | 6            | Lincoln City      |              |              |                 |                 |        | 1      |        |        |
|  | 5            | Macclesfield Town | 0            | 1            |                 |                 |        |        |        |        |
|  | 5            | Macclesfield Town | 0            | 1            |                 |                 |        |        |        |        |

## Bilan de la saison
| Promotions et relégations   |                                                             |
| Relégués de League One      | Torquay United Wrexham Peterborough United Stockport County |
| Promus en League One        | Yeovil Town Scunthorpe United Swansea City Southend United  |
| Relégués en National League | Kidderminster Harriers Cambridge United                     |
| Promus de National League   | Barnet Carlisle United                                      |

## Statistiques

### Meilleurs buteurs
Au 7 mai 2005
| Rang | Joueur          | Club           | Buts |
| ---- | --------------- | -------------- | ---- |
| 1    | Phil Jevons     | Yeovil         | 27   |
| 2    | Andy Kirk       | Northampton    | 26   |
| 3    | Jon Parkin      | Macclesfield   | 22   |
| 3    | Lee Trundle     | Swansea        | 22   |
| 3    | Nathan Tyson    | Wycombe        | 22   |
| 6    | Freddy Eastwood | Southend       | 21   |
| 6    | Simon Yeo       | Lincoln City   | 21   |
| 8    | Junior Agogo    | Bristol Rovers | 19   |
| 9    | Paul Hayes      | Scunthorpe     | 17   |
| 9    | Grant Holt      | Rochdale       | 17   |